# الحزم (ناطع)

تعديل مصدري - تعديل

الحزم هي إحدى قرى عزلة وعله آل رقاب بمديرية ناطع التابعة لمحافظة البيضاء، بلغ تعداد سكانها 104 نسمة حسب تعداد اليمن لعام 2004.